# Catherine Gage
Pour les articles homonymes, voir Gage.
Catherine Gage (18 mai 1815 - 16 février 1892) est une botaniste irlandaise, illustratrice botanique et ornithologique,.

## Biographie

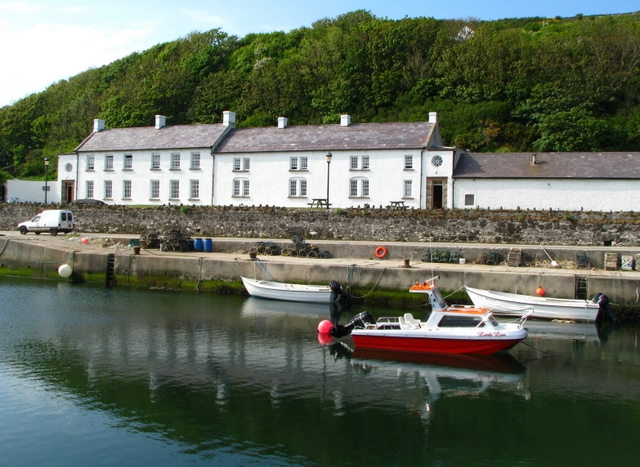
La maison de Gage sur l'île de Rathlin.

Catherine Gage est née dans le comté de Down le 18 mai 1815. Elle est la fille du révérend Robert Gage et Catherine Boyd. Catherine Gage vit toute sa vie dans la maison familiale de Manor House sur l'île de Rathlin. Elle meurt le 16 février 1892 et est enterrée sur l'île de Rathlin.

## Travail d'illustration
Gage semble avoir consacré une grande partie de sa vie à illustrer un livre de son frère Robert (1813-1891) sur les oiseaux de l'île de Rathlin qui n'a jamais été publié. Le livre est conçu sur le modèle de The Birds of America de John James Audubon. Au cours de ce travail, elle a produit plus de cinq cents aquarelles d'oiseaux. Elle illustre également des plantes locales, créant une liste pour la Botanical Society of Edinburgh, dont le résumé est publié dans les Annals 1850 et le Magazine of Natural History. Elle travaille également avec sa sœur Barbara (1817-1859), illustrant la flore locale ainsi que la faune. 
Lorsque les folios des illustrations d'oiseaux sont mis aux enchères en 2010, ils sont vendus pour 13 500 €. 